# Brody's
Brody Brothers Dry Goods Company, Inc., beter bekend als Brody's, was een luxe modeketen met filialen in het oosten van North Carolina. De onderneming had haar hoofdkantoor in Greenville, North Carolina. 

## Geschiedenis
Brody's werd in 1917 opgericht door Hyman J. Brody als schoenenwinkel in Sumter, South Carolina. In 1928 verhuisde zijn zoon Leo Brody naar Kinston, North Carolina en richtte Brody Brothers Dry Goods op. Samen met zes broers breidde Leo Brody de winkel verder uit. In 1973 werd Cohen & Sons Clothing overgenomen en breidde de familieketen zich uiteindelijk uit tot zes winkels in zes winkelcentra in het oosten van North Carolina.
In 1998 werd de keten overgenomen door Proffitt's. Op dat moment had Brody's winkels in de winkelcentra The Plaza en Carolina East Mall in Greenville, North Carolina; Golden East Crossing in Rocky Mount, North-Carolina; Vernon Park Mall in Kinston, North-Carolina; Berkeley Mall in Goldsboro, North-Carolina en Twin Rivers Mall in New Bern, North Carolina. In totaal had de keten een oppervlakte van 25.500 m². 
In 2005 verwierf Belk de winkels in Greenville, Rocky Mount, Kinston en Goldsboro toen Saks, Inc. de Proffitt's-divisie aan Belk verkocht. Omdat er in het Golden East Crossing-winkelcentrum al een Belk-warenhuis was, werd dit filiaal gesloten. 